# Lavra
Ordet lavra (russisk: лавра) kommer fra græsk: Λαύρα tr. Laura (dansk: ~ smal gade eller en gyde i en by) er en type kloster bestående af en klynge af celler eller huler for eneboere, med en kirke og undertiden et refektorium i centrum.
Den måske mest kendte betydning af ordet er dog den som anvendes indenfor den russisk-ortodokse kirke om de vigtigste klostre.
Eksempeler på er Petjerska lavra i Kyiv (ukrainsk: Києво-Печерська лавра, tr. Kijevo-Petjerska Lavra), grundlagt af munkene Feodosij Petjerskij og Antonij Petjerskij, og Troitse-Sergijeva lavra (russisk: Троице-Сергиева лавра, tr. Troitse-Sergijeva lavra), grundlagt af munken Sergij Radonesjskij.
Kijevo-Petjerska blev lavra i 1688 og Troitse-Sergijeva blev udråbt som lavra i 1744 af Elisabeth af Rusland.